# Laura Martel
Pour les articles homonymes, voir Martel.
Laura Martel, née en 1982, est une journaliste de RFI et ancienne actrice française.

## Biographie
Laura Martel eut une carrière assez précoce au cinéma : elle obtient le rôle principal du film de Jean-Pierre Mocky Divine Enfant, en 1988, et sa performance de jeune actrice de 6 ans fut saluée par la critique qui la trouvait non seulement crédible, mais émouvante[réf. nécessaire].
En 1994, elle marquera le petit écran en étant l'héroïne de l'un des épisodes de L'Instit, Une seconde chance, où elle nouera des liens avec Victor Garrivier, acteur de théâtre, et de cinéma.
Elle arrête sa carrière de comédienne en 2004 pour se lancer dans le journalisme[réf. nécessaire].
Elle est devenue journaliste pour RFI.

## Filmographie

### Cinéma
- 1988 : Divine Enfant de Jean-Pierre Mocky : Sarah
- 1991 : Mima de Philomène Esposito : Annunziata

### Télévision
- 1991 : Le Manège de Pauline, téléfilm de Claude Barma : Pauline
- 1991 : Billy, téléfilm de Marcel Bluwal : Billy
- 1992 : La Femme à l'ombre : Alice
- 1993 : La Vérité en face :  Isabelle
- 1994 : Une soupe aux herbes sauvages : Justine (adolescente)
- 1994 : Les Cinq Dernières Minutes épisode Saisie noire : Amélie
- 1994 : L'instit, saison 2 épisode 2, Une seconde chance, de Gérard Marx : Sandrine Loisel
- 1995 : La Rivière Espérance : Marie (à 13 ans)
- 1995 : Ce que savait Maisie : Maisie
- 1995 : Regards d'enfance : Aime-toi toujours : Momo
- 1996 : Le Secret de Julia : Anna
- 1997 : Le Surdoué : Judith
- 1998 : Regards d'enfance : Mon père des jours impairs : Laura
- 1999 : Joséphine, ange gardien, épisode Une mauvaise passe réalisé par Pierre Joassin : Vanessa
- 2004 : Une femme d'honneur, épisode Complicité de viol de Michaël Perrotta : Lucie Poquet